# 影本彰弘
影本 彰弘（かげもと あきひろ、1934年9月7日 - ）は、日本の化学者・生命科学者。大阪工業大学名誉教授。理学博士（大阪市立大学）。日本熱測定学会編集委員会元委員。
専門は、有機合成化学・物理化学/物質科学・化学熱力学、生化学/医化学・生命科学（特にポリペプチド・ビタミン・タンパク質系）。

## 略歴
1967年大阪市立大学（現：大阪公立大学）大学院理学研究科化学専攻博士課程修了、理学博士（大阪市立大学）。同年、大阪工業大学工学部講師。1969年マサチューセッツ大学留学を経て、1973年大阪工業大学工学部応用化学科教授。2002年同大学名誉教授。
大阪工業大学工学部で35年の長きに渡り教鞭を執り、有機合成化学・物理化学および生化学/医化学・生命科学（のちの生命工学）の研究推進に貢献し、応用化学分野での大阪市立大学への大学院進学の道を開いた。
主な所属学会は、日本化学会、アメリカ化学会、日本生物物理学会、日本熱測定学会、日本膜学会、高分子学会。
主な著書は、物質科学の基礎（共著、東京教学社2004）、生命科学のための物理化学（共著、培風館1988）など。

## 主な研究
- 示差熱分析法によるセルロース誘導体水溶液の相平衡
- 核酸濃厚溶液の液晶形成機構DNAの液晶形成に及ぼす金属イオンの影響
- DNA-タンパク質系の化学熱力学DNA-プロタミン系
- 導電性ポリペプチドの分子設計
- ビタミン類の人工胃液・人工腸液への溶解熱[4]- 田辺製薬との共同研究
- 麻酔薬の細胞膜に対する作用機構 - 熱力学的研究からのアプローチ
- 核酸と抗癌剤との相互作用に関する熱力学的研究